# جوناثان ستون
جوناثان ستون (بالإنجليزية: Jonathan Stone)‏ هو سياسي أمريكي، ولد في 29 أبريل 1823 في الولايات المتحدة، وتوفي في 26 نوفمبر 1897 في رفير في الولايات المتحدة.